# Anabàntids
Els anabàntids (Anabantidae) són una família de peixos teleostis del subordre Anabantoidei. Classificacions antigues consideraven aquesta família més àmplia, ja que incloïen a totes les espècies del subordre Anabantoidei dins els anabàntids.
Són peixos de riu de mida petita o mitja que habiten a l'Est d'Àsia (Sandelia i Anabas) i a Àfrica (Ctenopoma i Microctenopoma). La seva importància econòmica es vincula a l'aquari, per bé que el gènere Anabas és pescat per al consum humà.